# 149 v. Chr.
Portal Geschichte | Portal Biografien | Aktuelle Ereignisse | Jahreskalender | Tagesartikel

◄ |
3. Jahrhundert v. Chr. |
2. Jahrhundert v. Chr. |
1. Jahrhundert v. Chr. |
►

◄ | 160er v. Chr. | 150er v. Chr. | 140er v. Chr. | 130er v. Chr. |
120er v. Chr. |
►

◄◄ | ◄ | 152 v. Chr. | 151 v. Chr. | 150 v. Chr. | 149 v. Chr. |
148 v. Chr. |
147 v. Chr. |
146 v. Chr. |
► |
►►
Staatsoberhäupter

## Ereignisse

### Dritter Punischer Krieg
- Der Dritte Punische Krieg zwischen dem Römischen Reich und dem Karthagischen Reich beginnt.
- Micipsa wird nach dem Tod seines Vaters Massinissa König von Numidien, muss aber auf Druck des römischen Feldherrn Scipio Aemilianus seine Brüder Gulussa und Mastanabal an der Regierung beteiligen. Das Bündnis zwischen Numidien und der Römischen Republik bleibt weiterhin bestehen, und Micipsa unterstützt die Römer im 3. Punischen Krieg gegen Karthago.
- Das Heer des karthagischen Feldherrn Hasdrubal bringt den römischen Legionen unter Consul Manius Manilius empfindliche Verluste bei.

### Bithynien
- Mit Unterstützung durch Attalos II. von Pergamon stürzt Nikomedes II. seinen Vater Prusias II. und lässt ihn töten. Danach übernimmt er die Herrschaft in Bithynien.

## Gestorben

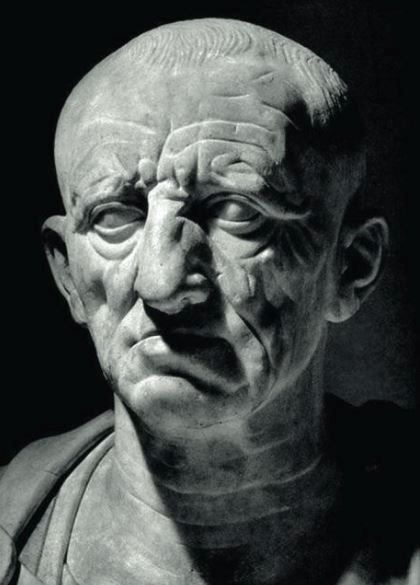
Marcus Porcius Cato, der Ältere

- Marcus Porcius Cato Censorius, römischer Staatsmann (* 234 v. Chr.)
- Massinissa, König von Numidien (* 238 v. Chr.)
- Prusias II., König von Bithynien